# Kriegerdenkmal Schrampe
Das Kriegerdenkmal Schrampe ist ein denkmalgeschütztes Kriegerdenkmal im Ortsteil Schrampe der Gemeinde Arendsee in Sachsen-Anhalt. Im örtlichen Denkmalverzeichnis ist das Kriegerdenkmal unter der Erfassungsnummer 094 61233 als Kleindenkmal verzeichnet.

## Allgemeines
Das Denkmal auf dem Friedhof südlich des Ortes, an der L5, ist den gefallenen Soldaten des Ersten Weltkriegs und des Zweiten Weltkriegs gewidmet. Gekrönt wird das Denkmal von einem Eisernen Kreuz.
Die Ehrenliste der Gefallenen des Ersten Weltkriegs ist erhalten geblieben.

## Inschrift
Gedenktafel Erster Weltkrieg
Gedenktafel Zweiter Weltkrieg